# ヴァシーリー・ポヤルコフ

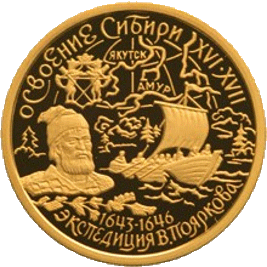
2001年にロシア中央銀行が発行したヴァシリー・ポヤルコフのコイン

ヴァシーリー・ダニーロヴィチ・ポヤルコフ（ポヤールコフ、ロシア語: Васи́лий Дани́лович Поя́рков, ローマ字表記の例: Vassili Danilovich Poyarkov, 生年・没年不明）は、17世紀のロシアの探検家。ロシア人として初めてアムール川流域を探検した人物である。

## ロシアによる極東征服
ロシア・ツァーリ国のシベリアへの拡大は、1582年にシビル・ハン国を征服したときから始まったが、川船を使ってシベリアを大河伝いに東西に横断するコサックたちの行動範囲の拡大は早く（シベリアの河川交通も参照）、早くも1639年にはイヴァン・モスクヴィチンがオホーツク海に達し、1643年にはセミョーン・シェルコヴニコフがオホーツクの町を築いている。
しかし彼らの探検した地はタイガに覆われた寒冷な森林地帯であり、エニセイ川以東では農業に適した地がほとんどなかった。唯一の例外が、スタノヴォイ山脈とアムール川上流の間に広がるダウリヤ地方（ザバイカル、および沿アムール地方西部の古称）であったが、この地の民は以前より中国や女真などに貢納を行っており、名目的にはその統治下に置かれていた。ポヤルコフは、このダウリヤ地方の探検のために派遣された。

## ポヤルコフの探検隊
1640年、ポヤルコフは東シベリアの拠点ヤクーツクで、記録や通信の任にあたる「pismenyy golova」という役職に就いていた。1643年6月、ポヤルコフはヤクーツクのヴォエヴォダであるピョートル・ゴロヴィンより命を受けた。「まだ貢納していない人間を探してヤサーク（貢税）を取り立て、銀・銅・鉛などの鉱石と穀物を探し求めよ」というものである。ポヤルコフはダウリヤ探検のために133人の隊員を率いてヤクーツクを発った。ポヤルコフはどのような経路をとればよいか分からなかったため、レナ川からまず支流のアルダン川に入り、さらにウチュル川、ゴナム川と支流へ南へと遡って行った。一行は何度も船をかついで丘を越えて川から川へと航行したが、丘を越える道に時間をとられたため、スタノヴォイ山脈のレナ川とアムール川を分かつ分水嶺を前にして初冬を迎えてしまった。
49人の越冬隊を残し、残りの隊員はさらに南へと向かい山を何度も越え、12月にはアムール川の支流・ゼヤ川の上流のダウール族の住む地域へと入った。この地でポヤルコフ一行は、家を構え家畜を飼い中国との交易品を持つ農民たちと出会った。この地は外満洲の北部にあたり、ダウール族らは当時中国を征服しつつあった満州族の清王朝に対して貢物を行い、中国の産品を得ていた。ポヤルコフ一行はウメルカン川合流点に越冬のための要塞を築いた。しかし住民から食料を取り立てるためにポヤルコフは過剰に残忍な態度で臨んだため、住民たちと激しく対立し、食糧をほとんど得ることができなかった。またポヤルコフは部下から食糧を奪い、自分の食糧を高く売りつけたという。飢餓に襲われた彼らは、松の樹皮・盗んだ食物・森をうろつく動物などを食べ、果ては捕虜とした先住民の人肉を食べるまでになった。
翌1644年の春、一行のうちの生存者は40人ほどとなっていた。ここでスタノヴォイ山脈北方の越冬隊と合流し、ポヤルコフ一行はゼヤ川およびアムール川を下った。しかし北からの侵入者の噂はすでにアムール川流域に広まっており、アムール川を下る際に何度も待ち伏せに会い戦わざるを得なかった。秋、一行はアムール川河口のギリヤーク族の地に達した。アムール川沿いで多くの敵を作った一行は、同じ経路を帰るのは得策ではないと考えた。その年の冬は船を作り、翌1645年の春に彼らはアムール川河口からオホーツク海に乗り出し、海岸を伝ってウリヤ川の河口へと北上した。ウリヤ川河口には、その6年前にイヴァン・モスクヴィチン一行が越冬した小屋が残っており、彼らもここで越冬した。翌1646年春、ポヤルコフ一行はモスクヴィチン一行が通ったウリヤ川からマヤ川へとジュクジュル山脈を越える経路を通り、マヤ川からアルダン川を経て、夏にヤクーツクへと戻った。ヤクーツクを出てから3年の歳月が経っていた。
ポヤルコフのもたらした地理や民族などについての情報は正確であった。ポヤルコフは黒竜江沿岸の豊かさを以下のように報告している。「その地は人が多く住み、黒テンも多く、あらゆる獣が多く、穀物は豊かにみのり、川には魚が多く、兵士たちは穀物に不自由することはない」。これは食糧不足が問題となっていた東シベリアでは重要な情報であり、ロシア政府を大いに喜ばせた。

シベリアを探検した当時の人々同様、ポヤルコフにも褒美はなかった。荒っぽいポヤルコフはロシア人の中にも多くの敵を作った。ヤクーツクのヴォイヴォドはポヤルコフを裁判のためにモスクワへと送り、その後の彼の運命については分かっていない。1650年には、エロフェイ・ハバロフ（Yerofei Khabarov）に率いられた次のアムール探検隊が派遣された。一方で、ポヤルコフの探検で始まった外満洲における清とロシアの国境紛争は、ハバロフの探検で激化する。

## 記念
2001年にロシア中央銀行が発行した、シベリア開発・研究記念コインの一つである50ルーブルコインにはポヤルコフの顔が刻まれている。またアムール州にはポヤルコフを記念したポヤルコヴォという町がある。

### 参考資料
- 吉田, 金一『近代露清関係史』近藤出版社、1974年。